# Mount Ambalatungan
Mount Ambalatungan (ook wel Mount Binuluan genoemd) is een vulkaan in de Filipijnen. De vulkaan is 2329 meter hoog en ligt in de noordelijke provincie Kalinga.